# Ronski Speed
Ronski Speed (настоящее имя — Ронни Шнайдер) — немецкий продюсер и DJ. Играет преимущественно в жанре uplifting trance.

## Биография
Ронни начал свою карьеру в 1997 году под влиянием таких артистов как Пол ван Дайк и Depeche Mode. Псевдоним Ronski Speed произошёл от названия британской группы Bronski Beat, которая нравилась Ронни в детстве, вторая часть — Speed — означает стремление артиста к быстрой и продуктивной работе над проектами.
Почти сразу после начала карьеры Ронни подписывает контракт с лейблом Euphonic и вместе с другим молодым музыкантом Ральфом Мюллером образовывает проект Sonorous, первым серьёзным успехом которого становится работа Glass Garden, изданная в 2000 году. Она была отмечена многими диджеями, в том числе Полом ван Дайком.
В 2002 году успех «Glass Garden» закрепляют синглы «Second Sun» и «Protonic». В том же году ребята запускают новый проект Sun Decade (совместно с вокалисткой Девиа Ли). Первый сингл — «I’m Alone» — становится большим хитом танцполов и попадает во множество сборников и миксов.
Вместе с работой в Sonorous Ронни делает и сольную карьеру. Его первый сингл Iris становится клубным хитом и играется многими диджеями. Вслед за ним следуют синглы E.O.S., Asarja, Incognition и многие другие хиты, ставшие популярными на мировых танцполах.
Неплохо проявляет себя Ронни и в качестве ремиксера. В 2003 году довольно популярным становится его ремикс на композицию Армина ван Бюрена «Burned With Desire», музыкант делает ремикс на трек «Eye Of Horus» начинающим в то время Aly & Fila.
В 2008 году Ронни издает свой первый альбом «Pure Devotion», состоящий из двух дисков и включающий в себя многие хиты диджея. Кроме того, Ronski Speed ведет собственное ежемесячное шоу Promo Set на Afterhours.FM, также регулярно его миксы звучат в радиошоу True To Trance на DI.FM и Euphonic Sessions на нескольких интернет-радиостанциях.
Ronski Speed — постоянный участник рейтинга лучших диджеев планеты по версии DJ Mag с 2006 года, а первое его попадание датировано 2004 годом.
- 2004 год — 83 место
- 2006 год — 87 место
- 2007 год — 44 место
- 2008 год — 97 место
- 2009 год — 69 место
- 2010 год — 69 место

## Дискография

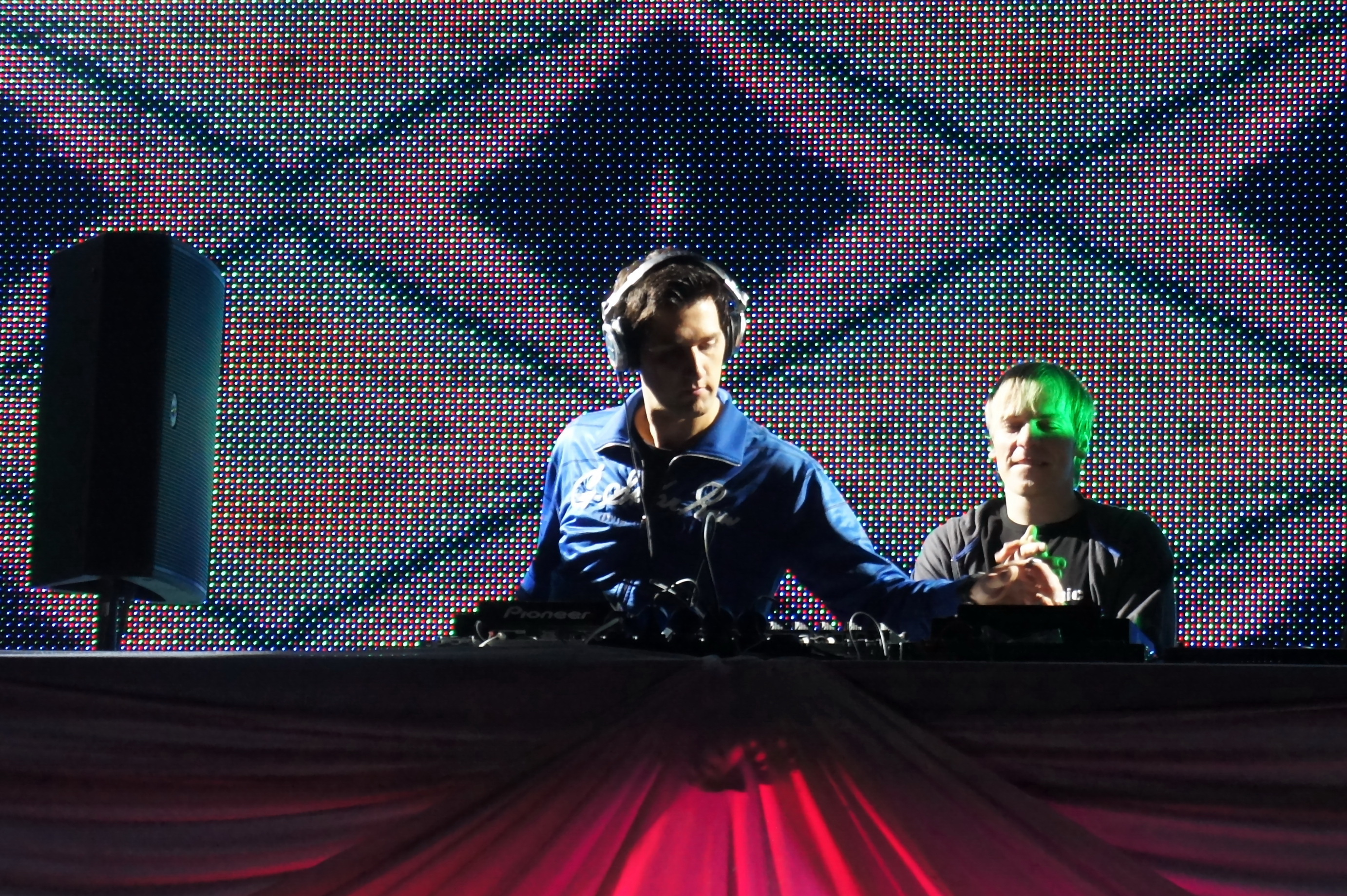
Выступление на First Open Air-2011 под Москвой

### Альбомы
- 2008 — Pure Devotion
- 2013 — Second World

### Компиляции
- 2004 — Positive Ways 3
- 2005 — Monster Series Volume #001 Live: Germany
- 2006 — Natural Beats In A Digital Sunset — Love Parade Mexico 2005
- 2007 — 10 Years Euphonic (совместно с Kyau & Albert)
- 2008 — Worldwide Trance Sounds
- 2009 — Positive Ways 5

### Синглы/EP

#### Ronski Speed
- 2001 — «Maracaido» (совместно с Sonorous)
- 2003 — «Iris»
- 2004 — «E.O.S. (End of Summer)» (EP)
- 2005 — «2day» (EP)
- 2005 — «Asarja» (совместно с Mirco de Govia)
- 2005 — «Incognition» / «Drowning Sunlight» (совместно с Stoneface & Terminal)
- 2005 — «Sole Survivor» (совместно с Sebastian Sand)
- 2006 — «The Space We Are»
- 2007 — «Love All The Pain Away»
- 2007 — «Soulseeker» (совместно с Stoneface & Terminal)
- 2008 — «All The Way»
- 2008 — «Revolving Doors»
- 2008 — «The Perspective Space» (совместно с Sir Adrian и Rex Mundi)
- 2009 — «Are You?» (вокал — Mque)
- 2009 — «Overfloat»
- 2009 — «Deep Devine» (вокал — Ana)
- 2010 — «Denva»

#### Sun Decade
- 2003 — «I’m Alone»
- 2004 — «Follow You»
- 2006 — «Have It All» / «Breath Of Life»
- 2010 — «Lasting Light» (Bокал — Emma Hewitt)

#### Sonorous
- 1997 — «Free Love»
- 1999 — «Did You Ever Dream?»
- 1999 — «Electronic Fruits»
- 1999 — «Facial…»
- 1999 — «Inspirational Daylight»
- 2000 — «Glass Garden»
- 2002 — «Second Sun»
- 2002 — «Protonic»
- 2004 — «Last Sunday»

#### Barefoot Brains
- 1999 — «Azure Fazure»
- 2001 — «Remedy» / «Poison»

#### Ole & Sven
- 1998 — «U Got Love»

#### RST
- 2007 — «Stormbound»

#### Shadowrider
- 2008 — «Blue Horizon»

### Ремиксы
- Moebius AG — «Do What I Want» (совместно с Ralph Mueller & Shandy) (1999)
- Sonorous — «Glass Garden» (2000)
- Lasgo — «Something» (совместно с Mirco de Govia) (2001)
- Kyau vs Albert — «Outside» (2001)
- Sun Decade — «I’m Alone» (2002)
- Ralphie B — «Massive» (совместно с Mirco de Govia) (2002)
- Sonorous — «Protonic» (2002)
- Vivien G — «Shine» (2002)
- Aly & Fila — «Eye Of Horus» (совместно с Ralph Mueller) (2003)
- Armin van Buuren ft. Justine Suissa — «Burned With Desire» (2003)
- Kyau vs Albert — «Velvet Morning» (совместно с Mirco de Govia) (2003)
- Binary Finary — «1998» (2003)
- Miro — «By Your Side» (2003)
- Sonorous — «Second Sun» (2003)
- Goldenscan — «Sunrise» (2003)
- Tatana ft. Jael — «Always On My Mind» (2004)
- Kyau vs Albert — «Not With You» (совместно с Ralph Mueller) (2004)
- Digital Tension ft. Talla 2XLC — «Symphony Of Tomorrow» (2004)
- Rusch & Murray — «The Promise» (2004)
- Marksun & Brian — «Gran Rey» (2005)
- Sonorous — «Protonic» (2005 Mix) (2005)
- Mystery Islands — «Solace» (2005)
- Mirco de Govia & Ronski Speed — «Asarja» (2005)
- Phoenixstar — «The Example 60» (2005)
- Solarscape — «Alive» (2006)
- Tatana ft. Joanna — «If I Could» (2006)
- Hidden Logic pr. Luminary — «Wasting» (2006)
- Above & Beyond — «Alone Tonight» (2006)
- Carl B — «Social Suicide» (2006)
- Juiz Electric vs DJ Katakis — «African Beauty» (2007)
- ATB & Heather Nova — «Renegade» (2007)
- Ronski Speed & Terminal & Stoneface — «Soulseeker» (2007)
- DT8 Project — «Hold Me Till The End» (2007)
- Brisky — «Now And Forever» (2007)
- Markus Schulz vs Andy Moor — «Daydream» (2008)
- Doppler Effect — «Beauty Hides In The Deep» (2008)
- Sebastian Sand — «Creeps» (2008)
- Super8 & Tab ft. Alyna — «Delusion» (2008)
- Super8 & Tab ft. Alyna — «Delusion» (Sun Decade Mix) (2008)
- Ronski Speed pr. RST — «Stormbound» (2008)
- Cressida — «Two-O-Ten» (2009)
- Arc — «8:47 AM» (2009)
- Lange ft. Sarah Howells — «Let It All Out» (2009)
- Dennis Sheperd — «Black Sun» (2009)
- Lifeserzh — «Balsis» (2009)
- Feel ft. Volmix — «Dance For Life (Russian Anthem)» (2009)
- Matt Cerf — «Let Me Breathe» (2009)
- Above & Beyond pr. OceanLab — «Lonely Girl» (2009)
- Luke Terry ft. Tiff Lacey — «The Last Farewell» (2009)
- Steve Brian — «Yaya» (2009)
- Cressida — «Two-O-Ten» (Sun Decade Mix) (2010)
- Anhken — «Green Line» (2010)
- DNS Project ft. Johanna — «Mindful» (2010)
- RedSound — «Walking On The Beach» (2010)